# Sybra szekessyi
Sybra szekessyi es una especie de escarabajo del género Sybra, familia Cerambycidae. Fue descrita científicamente por Breuning en 1954.
Habita en Indonesia. Esta especie mide 7-8 mm.